# Argiolestes fontanus
Argiolestes fontanus är en trollsländeart som beskrevs av Tillyard 1913. Argiolestes fontanus ingår i släktet Argiolestes och familjen Megapodagrionidae. Inga underarter finns listade i Catalogue of Life.